# Душкин, Иван Иванович
Иван Иванович Душкин (1905—1976) — советский лётчик-истребитель и военачальник, генерал-майор авиации (1940), участник Гражданской войны в Испании, Герой Советского Союза (1938).

## Биография
Иван Душкин родился 23 февраля 1905 года в деревне Плетенёвка (ныне — Городской округ город Калуга Калужской области) в семье крестьянина. После окончания школы-семилетки работал в сельском хозяйстве. В 1927 году Душкин был призван на службу в Рабоче-крестьянскую Красную Армию. Окончил полковую школу 241-го стрелкового полка, в 1930 году — курсы при Московской пехотной школе. С 1932 года служил в военно-воздушных силах, в 1934 году окончил курсы штурманов Ейской школы военно-морских лётчиков.
Участвовал в Гражданской войне в Испании, был штурманом и одновременно начальником штаба эскадрильи республиканских войск. Совершил более сотни боевых вылетов, в воздушных боях сбил один вражеский истребитель.
Указом Президиума Верховного Совета СССР от 14 марта 1938 года за «мужество и героизм, проявленные при выполнении воинского и интернационального долга» старший лейтенант Иван Душкин был удостоен высокого звания Героя Советского Союза с вручением ордена Ленина, позднее ему была вручена медаль «Золотая Звезда».
За последующие два года дослужился до генерал-майора. Участвовал в боях на Халхин-Голе, Польском походе РККА, советско-финской, Великой Отечественной войнах. В 1940 году был флаг-штурманом ВВС 9-й армии. В 1942 году Душкин окончил Военно-воздушную академию. В 1943—1945 годах был начальником Ташкентской военной авиационной школы стрелков-бомбардиров. В 1956 году в звании генерал-майора авиации Душкин был уволен в запас. Проживал в Москве. Скончался 10 июня 1976 года, похоронен на Рогожском кладбище Москвы.

## Воинские звания
- старший лейтенант (1936)
- майор (1938)
- полковник (1939)
- комбриг (31.03.1940)
- генерал-майор авиации (4.06.1940)

. Награды СССР: медаль «Золотая Звезда (№71); 2 ; 3 ордена Красного Знамени; 2 ордена Красной Звезды; медали. Награды иностранных государств орден Красного Знамени (МНР 18.08.1939).
Был награждён двумя орденами Ленина (14.03.1938; 30.04.1954), тремя орденами Красного Знамени (22.10.1937; 29.08.1939; 6.11.1947), двумя орденами Красной Звезды (21.05.1940, ...), рядом медалей, а также иностранной наградой: орденом Красного Знамени (Монголия, 1939).